# Harijs Cerbulis
Harijs Cerbulis (* 16. Dezemberjul. / 29. Dezember 1909greg. in Cesvaine; † 24. Mai 1984 in Wollongong) war ein lettischer Fußballspieler, Basketballspieler und -schiedsrichter.

## Karriere und Leben
Harijs Cerbulis wurde im Jahr 1909 in Cesvaine in der Region Vidzeme geboren. Er war Mitglied der Studentenverbindung Beveronija.
Cerbulis teilte seine Anfangszeit als Sportler zwischen Fußball und Basketball als er für den LSB Riga spielte. Cerbulis spielte von 1929 bis 1932 in vier Spielzeiten für den Verein in der Virslīga, der höchsten lettischen Spielklasse. Nach dem Abstieg am Ende der Saison 1932 wechselte er zum JKS Riga. Nach einer Spielzeit bei dem lettischen Ableger des Vereins Christlicher Junger Menschen, spielte Cerbulis noch 1934 für den 5. Rīgas APSK.
Später wandte sich Cerbulis dem Schiedsrichterwesen im Basketball zu. Cerbulis fungierte unter anderem bei der Europameisterschaft 1937 als Schiedsrichter.
Cerbulis wanderte nach Australien aus.

## Weblink
- Lebenslauf bei kazhe.lv (lettisch)